# Ryszard Czarnecki
Richard Henry "Ryszard" Czarnecki (n. 25 ianuarie 1963, Londra, Anglia, Regatul Unit) este un om politic polonez, membru al Parlamentului European în perioada 2004-2009 din partea Poloniei.